# Стрибки у воду на Чемпіонаті світу з водних видів спорту 2023 — синхронний трамплін, 3 метри (жінки)
Змагання зі стрибків у воду з триметрового синхронного трампліна серед жінок  на Чемпіонаті світу з водних видів спорту 2023 відбулися 17 липня 2023 року.

## Результати
Попередній раунд відбувся 17 липня о 09:00, а фінал о 15:30 за місцевим часом.
Зеленим позначено фіналістів
| Місце | Країна          | Стрибунки                        | Попередній раунд | Попередній раунд | Фінал            | Фінал            |
| Місце | Країна          | Стрибунки                        | Очки             | Місце            | Очки             | Місце            |
| ----- | --------------- | -------------------------------- | ---------------- | ---------------- | ---------------- | ---------------- |
| 1     | Китай           | Чан Яні Чень Ївень               | 327.42           | 1                | 341.94           | 1                |
| 2     | Велика Британія | Ясмін Гарпер Скарлет Мев Янсен   | 294.72           | 3                | 296.58           | 2                |
| 3     | Італія          | Елена Бертоккі К'яра Пеллакані   | 277.41           | 6                | 285.99           | 3                |
| 4     | США             | Сара Бейкон Кессіді Кук          | 307.29           | 2                | 285.39           | 4                |
| 5     | Канада          | Мія Валле Памела Вейр            | 275.73           | 7                | 284.22           | 5                |
| 6     | Австралія       | Бріттані О'Браєн Джорджия Шіен   | 275.40           | 8                | 279.60           | 6                |
| 7     | Мексика         | Аранча Чавес Паола Пінеда        | 282.30           | 4                | 274.50           | 7                |
| 8     | Малайзія        | Ин Яньї Нур Дабіта Сабрі         | 278.43           | 5                | 272.94           | 8                |
| 9     | Німеччина       | Лена Гентшель Яна Ротер          | 261.60           | 9                | 272.67           | 9                |
| 10    | Нідерланди      | Інге Янсен Селін ван Дойн        | 259.80           | 10               | 264.00           | 10               |
| 11    | Швеція          | Емілія Нільссон Елна Відерстрьом | 257.82           | 11               | 258.90           | 11               |
| 12    | Південна Корея  | Кім Су Чі Парк Ха Рьом           | 255.84           | 12               | 194.04           | 12               |
| 13    | Бразилія        | Луана Ліра Анна Сантос           | 240.00           | 13               | Завершили виступ | Завершили виступ |
| 14    | Франція         | Джейд Жіль Наї Жіль              | 235.44           | 14               | Завершили виступ | Завершили виступ |
| 15    | Куба            | Аніслей Гарсія Прісіс Руїс       | 232.80           | 15               | Завершили виступ | Завершили виступ |
| 16    | Нова Зеландія   | Елізабет Рассел Меггі Сквейр     | 230.40           | 16               | Завершили виступ | Завершили виступ |
| 17    | ПАР             | Бейлі Хейдара Заліка Метхула     | 220.14           | 17               | Завершили виступ | Завершили виступ |
| 18    | Макао           | Чой Сут Куан Жао Ханг У          | 181.95           | 18               | Завершили виступ | Завершили виступ |